# Ernst Heinrich von der Brüggen

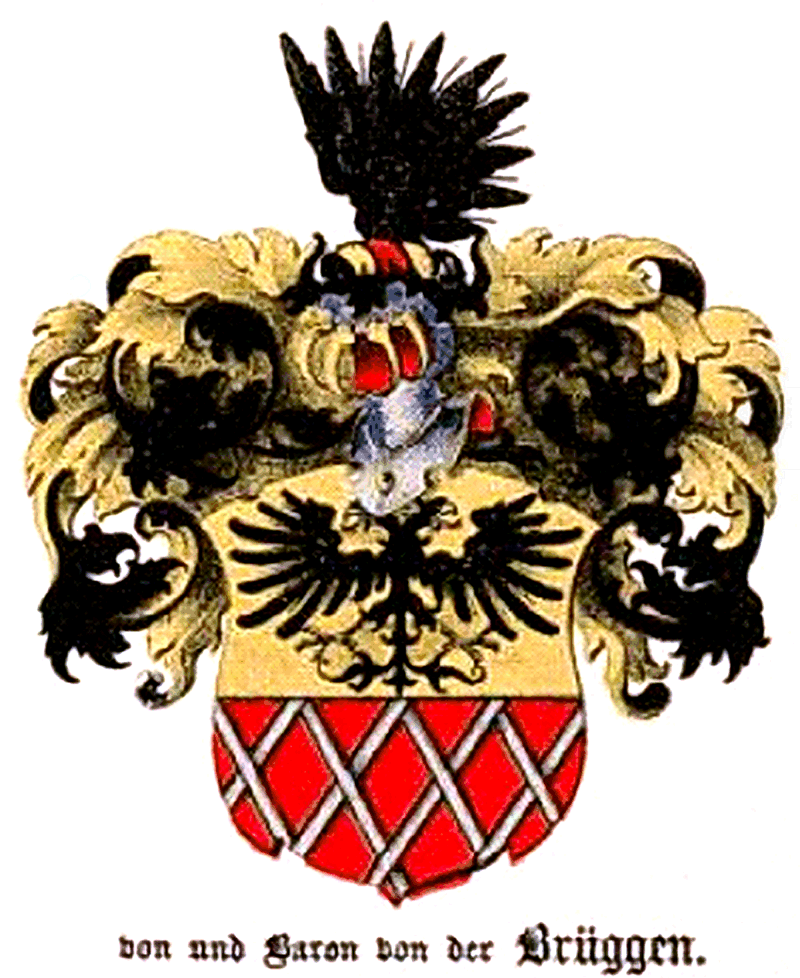
Wappen der deutsch-baltischen Adelsfamilie „von der Brüggen“

Ernst Heinrich von der Brüggen (russisch: Эраст Дмитриевич Брюгген; * 11. Juni 1794 in Koiküll oder Karolen, Kreis Werro; † 13. September 1863 in Sankt Petersburg) war ein deutsch-baltischer Adeliger im Dienste der Kaiserlich-russischen Armee. Er war Generalleutnant und erhielt mit der Ernennung zum Ataman den höchsten Rang bei den russischen Kosaken. 

## Militärischer Werdegang
Er studierte von 1811 bis 1812 Militärwissenschaften an der Kaiserlichen Universität Dorpat.
Seine militärische Laufbahn begann 1812 als Kadett in der Leibgarde der 1. Artillerie-Brigade. 1813 wurde er zum Fähnrich befördert und diente in der 4. Reserve-Artilleriebrigade. Er absolvierte mehrere Dienstposten in der Armee, war Teilnehmer im Russlandfeldzug 1812, im Sechsten Koalitionskrieg und nahm an der Eroberung von Paris teil, bis er 1820 zur Garde-Artillerie versetzt wurde. Man beförderte ihn 1828 zum Oberst, die weiteren Jahre war er bei der Niederschlagung des polnischen Aufstandes von 1831 eingesetzt. Seine ausgeprägten Artillerieerfahrungen und theoretischen Kenntnisse führten dazu, dass er zum Chef der 6. berittenen Artillerie-Brigade ernannt wurde. 
Am 6. Dezember 1837 wurde er zum Generalmajor befördert und zum Ataman der Astrachan Kosakenarmee ernannt. Diesen Dienstposten konnte er aber erst ab dem 15. Mai 1838 antreten. In seiner neuen Verwendung als Ataman begann er mit einer Neuorganisation der Astrachschen Kosaken-Truppe. Er erstellte einen Prioritätenplan, straffte die Diensteinteilungen und führte strenge Formen ein und setzte auf Disziplin. Er ordnete die Verantwortungsbereiche und förderte die personelle und materielle Einsatzbereitschaft. Die Regimentskommandeure mussten persönlich Verantwortungen für den Zustand ihrer Einheiten übernehmen, die durch eine jährlich stattfindende Inspektion überprüft wurden. 1845 trat auch in der Kosakenarmee die neuen Armeeverordnungen in Kraft. Darüber hinaus sorgte von der Brüggen für einen gehobenen Ausbildungsstand der Kosakenoffiziere, die nun an der Artillerieschule unterrichtet wurden. Die Ausbildungskompanie und die Kadettenschulung der Kosaken wurden direkt dem Armeekommando unterstellt. Nicht nur die Armeeangehörigen, sondern auch deren Söhne und Töchter kamen nun in den Genuss einer Schulbildung, Brüggen sorgte für die Errichtung von Bildungseinrichtungen an den militärischen Standorten. 
Am 21. April 1848 übernahm er die Befehlsgewalt der Novgorodschen  Abteilung der Militärsiedlungen. Seine Beförderung zum Generalleutnant erfolgte 1849, von 1852 bis 1856 war er Befehlshaber des Novgorodschen Gebiets der Ackerbausoldaten und Mitglied des General-Auditoriats.

## Auszeichnungen
- Medaille für den Einzug in Paris
- Russischer Orden der Heiligen Anna, 2. und 3. Klasse
- Orden des Heiligen Wladimir, 4. Klasse
- Russischer Orden des Heiligen Georg, 4. Klasse
- Auszeichnung für 20 Jahre Militärdienst

## Herkunft und Familie
Ernst Heinrich v.d.B. stammte aus dem deutsch-baltischen Adelsgeschlecht von der Brüggen, welches sich zu Beginn des 16. Jahrhunderts im Baltikum angesiedelt hatte. Sein Vater war der kurländische Landrat Diedrich von der Brüggen (1771–1836), der mit Johanna Maria von Gersdorff (1773–1838) verheiratet war. Sein jüngerer Bruder Moritz Friedrich von der Brüggen (1796–1874) war gleichfalls in russischen Diensten und Generalmajor. Ernst Heinrich heiratete Wilhelmine Anna Briesmann von Nettig (1805–1893), sie hatten keine Nachkommen.